# PKP-Baureihe OKz32
Die PKP-Baureihe OKz32 war eine Personenzug-Tenderlokomotive der Polnischen Staatsbahnen (PKP). Die 25 Exemplare der Baureihe wurden in den Jahren 1933 bis 1936 erbaut und bis 1974 aus dem Betrieb genommen.

## Geschichte

### Bau und Einsatz bis 1945
Auf den Bergstrecken der PKP zu den bekannten Wintersport- und Kurorten Zakopane und Krynica erwiesen sich die bislang eingesetzten ehemals preußischen Lokomotiven der nunmehrigen Baureihen TKt1 und TKt2 aufgrund der wachsenden Nachfrage in den 1920er Jahren allmählich als unzureichend. Zudem waren beide Baureihen in relativ geringer Stückzahl vorhanden.
Die PKP gaben daher 1932 bei der Lokomotivfabrik Cegielski in Posen die Entwicklung einer schweren, für die steigungsreichen Strecken im Vorland der Hohen Tatra und den Beskiden geeigneten Tenderlokomotive in Auftrag. Die Konstruktion orientierte sich an der seit 1923 beschafften schweren Güterzuglokomotive der PKP-Baureihe Ty23, wurde aber in verschiedenen Punkten abgewandelt, unter anderem durch Verzicht auf den bei der Ty23 verwendeten Belpaire-Stehkessel. Wie alle PKP-Neubauten wurde die OKz32 als Heißdampf-Zweizylinderlokomotive ausgelegt, der Zylinderblock war baugleich mit der PKP-Baureihe Pt31. Um die erforderlichen Kurvenläufigkeit zu sichern, waren die erste und letzte Kuppelachse um 25 mm seitenverschiebbar, die mittlere Kuppelachse besaß reduzierte Spurkränze. Mit 17 t Kuppelachsdruck war sie nicht auf allen Strecken Galiziens einsetzbar, die vielfach noch lediglich für die zu österreichischen Zeiten maximal zulässigen 14,5 t Achslast ausgebaut waren.
Die erste, Ende 1933 gelieferte Lokomotive wurde auf den vorgesehenen Einsatzstrecken umfangreich erprobt. Gegenüber den bisherigen Lokomotiven war sie auf der knapp 150 km langen Strecke von Krakau nach Zakopane fast eine halbe Stunde schneller. Von 1934 bis 1936 lieferte Cegielski weitere 24 Lokomotiven an die PKP, die von den Betriebswerkstätten in Krakau und Nowy Sącz vor den vor allem zur Ferienzeit schweren Schnell- und Personenzügen auf den Strecken nach Zakopane und Krynica eingesetzt wurden. Die Lokomotiven konnten die ihnen zugedachten Leistungen gut bewältigen. Sie wurden schnell beliebt und von den polnischen Eisenbahnern als „Okazetka“ bezeichnet. Im deutschen Sprachraum erhielten sie den Spitznamen „Tatrabulle“.
Nach dem Überfall auf Polen reihte die Deutsche Reichsbahn die vorgefundenen Lokomotiven der PKP in ihren Nummernplan ein. Von der Baureihe OKz32 waren im deutsch besetzten Teil Polens 17 Stück verblieben, die seitens der Reichsbahn als Baureihe 95.3 bezeichnet und der Ostbahn zugeteilt wurden. Von den acht 1939 mit Räumzügen durch die PKP nach Ostgalizien gefahrenen Lokomotiven, die so im sowjetisch besetzten Ostpolen waren, reihte die Ostbahn nach dem Angriff auf die Sowjetunion eine Lokomotive als 95 318 in ihren Bestand ein, eine weitere wurde nicht mehr umgezeichnet. Die übrigen sechs Stück waren durch die SŽD noch weiter nach Osten verbracht worden und kamen nicht in den deutschen Machtbereich. Die Ostbahn setzte die nunmehrige Baureihe 95.3 weiter auf ihren bisherigen Stammstrecken ein, lediglich 1941 wurden einige Exemplare kurzzeitig in Tomaszów Mazowiecki eingesetzt.

### Einsatz nach 1945
Mit Kriegsende fanden die PKP nur noch acht Lokomotiven vor. Vier weitere erhielt sie bis 1949 aus Österreich, der Tschechoslowakei sowie der Sowjetischen Besatzungszone zurück, eine der beiden Rückkehrerinnen aus der Tschechoslowakei wurde allerdings nicht mehr in Betrieb genommen. Fünf Lokomotiven fanden sich in beschädigtem Zustand auf Strecken der nachmaligen Deutschen Bundesbahn über das ganze spätere Bundesgebiet verteilt in Ottbergen, Neuenmarkt-Wirsberg, Schweinfurt, Göttingen und Schönwald. Sie wurden dort nicht mehr in Betrieb genommen und ab Dezember 1951 verschrottet. Die meisten übrigen Loks blieben in der Sowjetunion, die sie nach der Umspurung als ОКЗ32 bezeichnete.

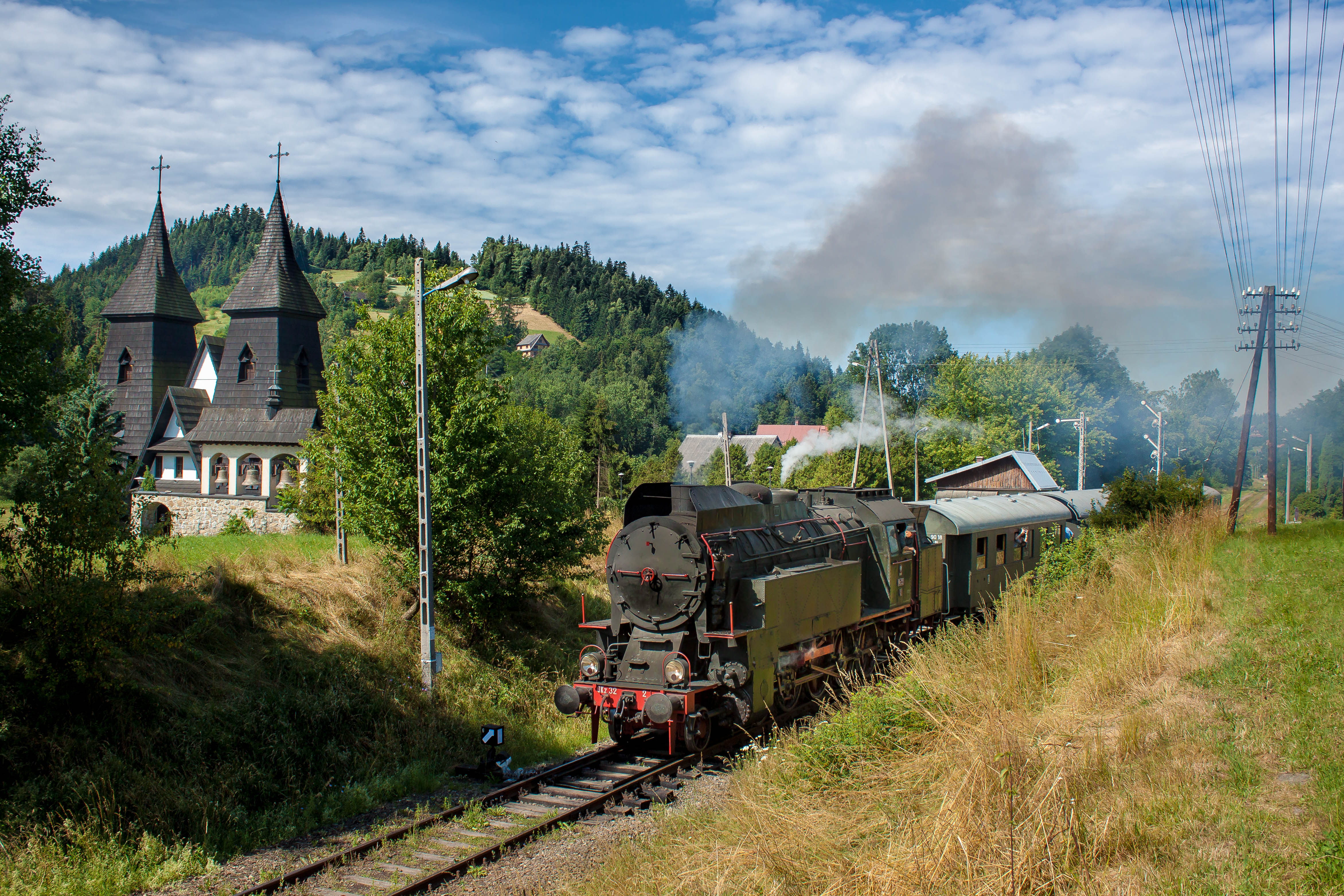
OKz32-2 vor einem Touristenzug auf der Strecke Chabówka–Nowy Sącz in Rabka Zaryte (2015)

Die in Polen verbliebenen elf Lokomotiven wurden wieder als OKz32 bezeichnet, erhielten aber neue Reihennummern. Von den PKP wurden sie wieder auf ihrer Stammstrecke nach Zakopane in der Hohen Tatra eingesetzt. Aufgrund der reduzierten Anzahl konzentrierten die PKP die Baureihe auf die Strecke nach Zakopane. Nowy Sącz blieb allerdings Ausbesserungswerk für die OKz32. Die Lokomotiven erhielten neue Feuerbüchsen aus Stahl und schmale, auf dem Kessel angebrachte Windleitbleche. Bis Anfang der 1970er Jahre bespannten sie erneut Schnell- und Personenzüge nach Zakopane. In den 1950er Jahren wechselte die Stationierung von Krakau nach Sucha Beskidzka. Die OKz32 wurden seitdem nur auf dem letzten, besonders steigungsreichen Abschnitt der Strecke nach Zakopane eingesetzt. Zwischen Krakau und Sucha übernahmen andere Baureihen den Einsatz vor der zunehmenden Zahl der Züge.
Die weiter steigende Zahl der Züge führte bei den OKz32 auch auf dem reduzierten Einsatzgebiet zu intensiven Einsätzen und hohen Laufleistungen, manche Lokomotiven fuhren bis zu 90.000 km pro Jahr. Dies wirkte sich allmählich auf den Zustand aus. Die Okz32-7 wurde 1971 als erstes Exemplar aufgrund eines Kesselschadens ausgemustert, weitere im Folgejahr wegen Rahmenrissen. Im Herbst 1974 wurden die letzten Exemplare aus dem Dienst genommen. Kurzzeitig ersetzten Diesellokomotiven die OKz32, bis 1975 die Oberleitung Zakopane erreichte und elektrische Lokomotiven die Züge übernahmen.
Die OKz32-2 (ursprünglich OKz32-5) ging zunächst als Museumslokomotive an das Eisenbahnmuseum Warschau. In den 1990er Jahren wurde sie betriebsfähig aufgearbeitet und ist inzwischen im Museum für Fahrzeuge und Bahntechnik in Chabówka stationiert. Von dort aus wird sie regelmäßig vor den Touristenzügen auf der Strecke Chabówka–Kasina Wielka eingesetzt.